# Ледник Вревского
Ледни́к Вре́вского (Вахджир, устаревш.: Ледник барона Вревского) — ледник на южной окраине Памира на территории Афганистана рядом с границей; от него берёт начало река Вахандарья.

## Название
Получил наименование по имени барона Александра Борисовича Вревского, четвёртого генерал-губернатора Туркестана.

## География
По данным Большой советской энциклопедии, ледник расположен на северном склоне Гиндукуша, из него берёт начало река Вахджир. По данной реке могут называть и сам ледник.
Согласно базе знаний «Использование земельных и водных ресурсов бассейна Аральского моря», река Вахджир (Вахандарья) начинается из ледника Вревского на высоте около 4900 м над уровнем моря.